# 멀리사 길버트
멀리사 엘런 길버트(영어: Melissa Ellen Gilbert, 1965년 5월 8일~)는 미국의 배우이다.

## 출연 작품
- 초원의 집